# 潘冰川
潘冰川（英語：Pan Glacier），是南極洲的冰川，位於葛拉漢地的鮑曼海岸，處於勝利冰原島峰西南面3.7公里，全長13公里，在1935年11月由美國探險家拍攝空中照片，現時由南極條約體系管理。